# Stenus actephilus
Stenus (Hypostenus) actephilus – gatunek chrząszcza z rodziny kusakowatych i podrodziny myśliczków (Steninae).
Gatunek ten został opisany w 1939 roku przez L. Benicka na podstawie okazu samca, odłowionego w 1932 roku na piaszczystym brzegu Rio Reventazón.
Ciało długości 4,3 mm, czarne. Nasada czułków żółtoczerwona, a głaszczki, nasadowa połowa goleni i większa część pierwszych członów stóp czerwonożółte. Przód głowy, odwłok i odnóża cienko, szaro owłosione. Głowa i przedplecze grubo punktowane. Głowa szerokości pokryw. Głaszczki smukłe i nieco maczugowate. Przedplecze ledwo dłuższe niż za środkiem szerokie, jego przednia i tylna krawędź równej długości. Pokrywy nieco dłuższe od przedplecza. Odwłok nieco spiczasty, raczej głęboko poprzecznie przewężony. Tylne stopy w prawie ⅔ tak długie jak tylne golenie. Samiec ma ostatni sternit gęściej i delikatniej punktowany.
Chrząszcz neotropikalny, znany wyłącznie z Kostaryki.